# Čilimník časný
Čilimník časný (Cytisus × praecox) je rostlina, dřevina z čeledi bobovité (Fabaceae). Je to keř s jednoduchými listy a žlutými květy. Někdy je používána jako dekorativní keř ozdobný květy. Rostlina je jedovatá, plody mohou připomínat lusky hrachu. Keř není vhodný pro výsadbu do zařízení s malými dětmi.

## Podřazené taxony
Jsou vyšlechtěny kultivary především pro barevné květy (seznam není úplný):
- 'Albus' - bílé květy
- 'Allgold' - žluté květy
- 'Boskoop Ruby' - červené květy
- 'Frisia' - křídla hnědožlutá, člunek béžovožlutý a růžovofialový

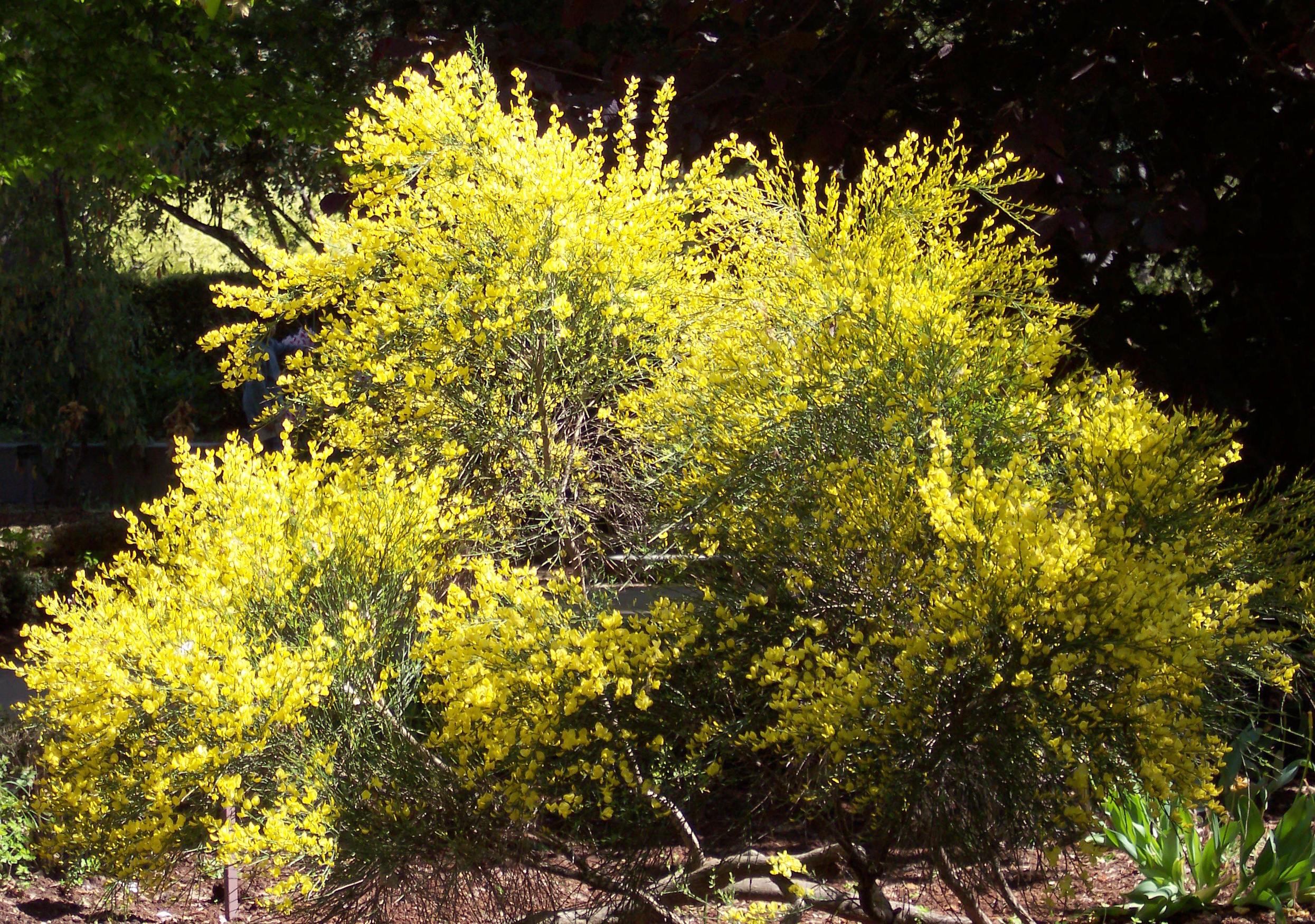
Habitus keře.

- 'Zeelandia' - bělavé květy
- 'Zitronenregen' - žluté květy

## Původ
Čilimník časný je křížencem Cytisus multiflorus a Cytisus purgans.

## Popis
Hustý vzpřímeně rostoucí keř s metlovitým habitem. Dorůstá až do výšky 1,5 m (výjimečně až 3 m), jsou pěstovány kultivary dorůstající různé výšky.

### Letorosty
Větve jsou mírně převislé, tvoří kulatý habitus keře, jsou šedozelené nebo v mládí zelené barvy.

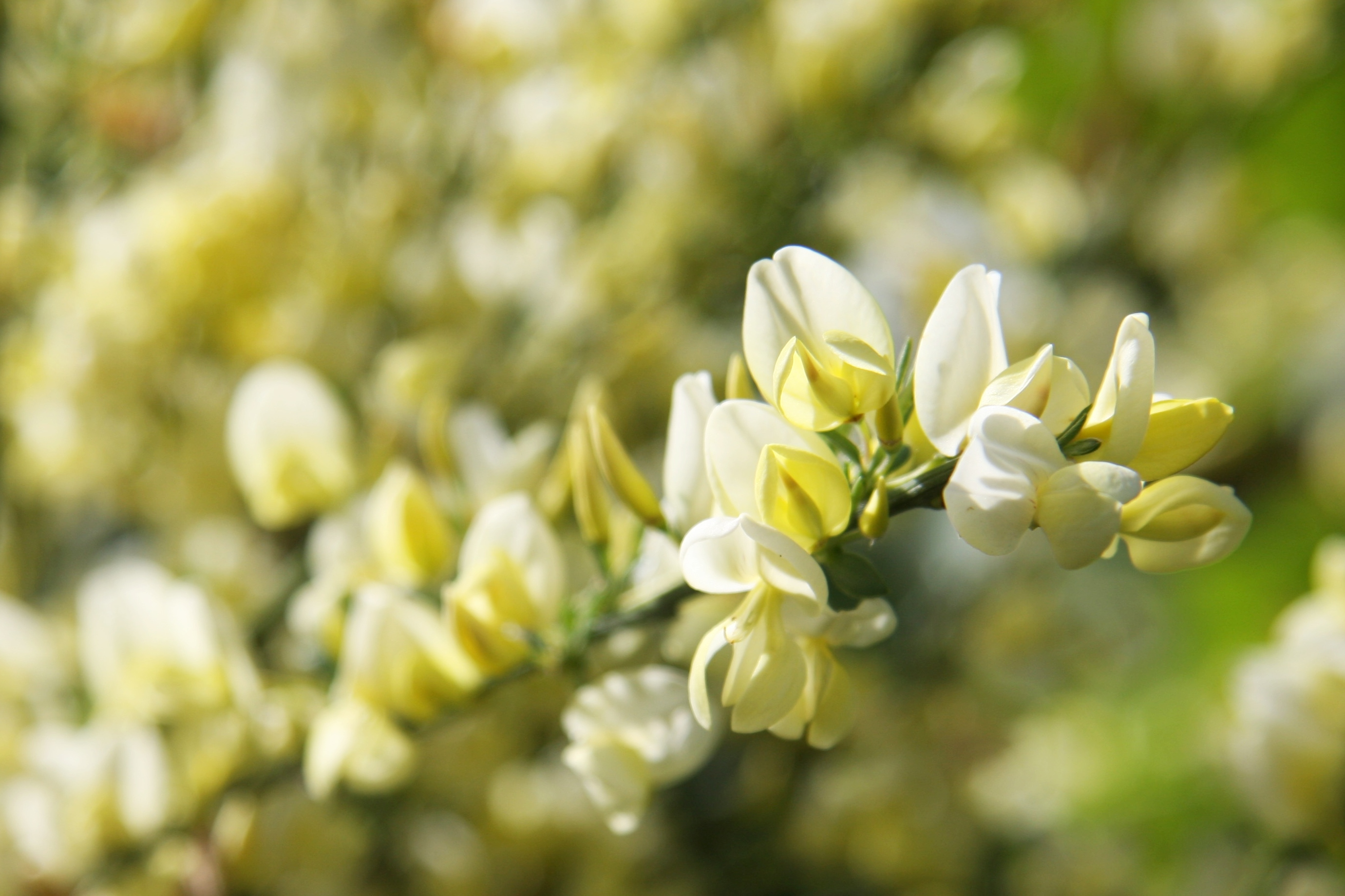
Kultivar s bílými květy

### List
Listy jsou jednoduché, kopinaté až čárkovitě lopatkovité, dlouhé 0,8 - 2 cm, hedvábně ochlupené. Listy často opadají již na začátku sezóny nebo nevyraší vůbec.

### Květy
Kvete v dubnu až červnu květy jsou zářivě žluté, ale má i kultivary s bělavými a narůžovělými květy jednotlivě nebo v párech. Květy jsou dlouhé 1 cm a slabě hořce zapáchají.

### Kořen
Kořenový systém se skládá z hluboké kořene a několika silnými hlavních kořenů těsně pod povrchem půdy. Tvoří mnoho vedlejších kořenů. Rostlina spolupracuje s hlízkovými bakteriemi. Keř je proto soběstačná ohledně hnojení dusíkem.

### Plod
Plody jsou lusky, z nichž se po dozrání uvolňují semena. Semena dozrávají dobře a mají dobrou klíčivost kterou si podržují 30 - 80 let, ale přirozeně klíčí velmi různě, v časovém rozptylu až po dobu 10 let. Před výsevem je proto nutné narušit obal semene.

### Možnost záměny
Druhy a kultivary rodu čilimník, například čilimník metlatý (janovec) (C. scoparius), které však kvetou později.

## Hospodářský význam
Druh je pěstován jako okrasná dřevina pro dekorativní kvetení.

## Pěstování
Druh lze pěstovat ve volné půdě i v nádobách jako mobilní zeleň. Preferuje výsluní, stanoviště s vlhkou ale nazamokřenou, kyselou, propustnou, písčitou půdou, ale snese i běžnou půdu. Málo vhodné jsou zásadité půdy, je vápnostřežným druhem. Druh může být poškozován mrazem (pod -15 °C) a okusem lesní zvěří.Jiné zdroje uvádí mrazuvzdornost do -27 °C. Druh lze po odkvětu seřezat, ale dobře kvete i neřezaný. Některými zdroji je doporučován hluboký řez po odkvětu.